# Меио
Меио (明応) је јапанска ера (ненко) која је настала после Ентоку и пре Бунки ере. Временски је трајала од јула 1492. до фебруара 1501. године и припадала је Муромачи периоду. Владајући цареви били су Го Цучимикадо и Го Кашивабара.

## Важнији догађаји Меио ере
- 1492. (Меио 1, осми месец): Шогун Јошимура[3] води велику војску против Такајорија у провинцији Оми који успева да се спасе бежећи преко планине Кока. Након те акције шогун се враћа за Кјото.[4]
- 1492. (Меио 2, први месец): Дворски кампаку Ичиџо Фујујоши именован је новим даиџо даиџином.[4]
- 1492. (Меио 2, други месец): Шогун Јошимура у пратњи Хатакејаме Масанаге јуриша против снага провинције Кавачи са намером да зароби и усмрти Хатекајаму Тошитојоа, сина Хатакејаме Јошинарија.[4]
- 12. септембар 1495. (Меио 4, двадесетчетврти дан осмог месеца): Земљотрес погађа Камакуру (35° 06′ 00″ С; 139° 30′ 00″ И / 35.100° С; 139.500° И) 7.1 магнитуде на Рихтеровој скали.[5]
- 9. јул 1498. (Меио 7, двадесети дан шестог месеца): Земљотрес у Јапану (34° 24′ 00″ С; 137° 42′ 00″ И / 34.400° С; 137.700° И) јачине 6.4 на Рихтеровој скали.[5]
- 20. септембар 1498. (Меио 7, други дан седмог месеца): Земљотрес (34° 00′ 00″ С; 138° 06′ 00″ И / 34.000° С; 138.100° И), јачине 8.6 на Рихтеровој скали. Истог дана земљотрес погађа Нанкаидо (33° 30′ 00″ С; 135° 12′ 00″ И / 33.500° С; 135.200° И) јачине 7.5 рихтера.[5]